# Fenerbahçe SK (volleyboll, damer)
Fenerbahçes SK:s damvolleybollag  är en av de mest framgångsrika volleybollklubbarna i Turkiet. Sektionen grundades 1954 och har vunnit ett klubbvärldsmästerskap, en CEV Champions League och fem turkiska mästerskap (Sultanlar Ligi).
Sektionen har genom åren använt sig av flera namn:
- Fenerbahçe Opet 2018/19 -
- Fenerbahçe Grundig 2014/15 - 2017/18
- Fenerbahçe 2012/13 - 2013/14
- Fenerbahçe Universal 2011/12 - 2011/12
- Fenerbahçe Acıbadem 2007/08 - 2010/11
- Fenerbahçe 1954/55 - 2006/07